# Schleswig-Holsteinische Pflegeberufekammer
Die Pflegeberufekammer Schleswig-Holstein (PBKSH) war eine Pflegekammer für das Bundesland Schleswig-Holstein, die vom 21. April 2018 bis zum 11. Dezember 2021 bestand. Als Körperschaft des öffentlichen Rechts vertrat die Pflegeberufekammer die Belange von ca. 25.000 Pflegefachkräften. Mitglieder waren nach dem Gesetz Gesundheits- und Krankenpfleger, Gesundheits- und Kinderkrankenpfleger und Altenpfleger. Freiwillige Mitgliedschaften waren für Assistenzberufe der Pflege und für Auszubildende vorgesehen. Nachdem die Mehrzahl der Mitglieder in einer Urabstimmung für die Auflösung der Pflegeberufekammer gestimmt hatte, wurde sie durch Gesetz mit Ablauf des 11. Dezember 2021 aufgelöst.

## Geschichte
Schon im Dezember 2012 forderte der Landtag die Landesregierung auf, die Voraussetzungen für die Errichtung einer Pflegekammer zu schaffen. Seitdem durchlief der Errichtungsprozess unterschiedliche Stationen, wie beispielsweise eine repräsentative Befragung von Pflegenden sowie die Einbindung von Verbänden, Gewerkschaften und anderen Beteiligten.
Der Landtag von Schleswig-Holstein beschloss am 15. Juli 2015 (während der Amtszeit des Kabinetts Albig) das Gesetz zur Errichtung einer Kammer für die Heilberufe in der Pflege (PflBerErG), mit dem die Zusammensetzung und die Aufgaben des Errichtungsausschusses geregelt sind, und das Gesetz über die Kammer und die Berufsgerichtsbarkeit für die Heilberufe in der Pflege (Pflegeberufekammergesetz - PfBKG), das nach der ersten Wahl zur Kammerversammlung umfänglich gültig wurde. Die Regierungskoalition aus SPD, B’90/Grüne und SSW brachte damit nach dem Bundesland Rheinland-Pfalz (Landespflegekammer Rheinland-Pfalz) die zweite Pflegekammer Deutschlands auf den Weg.
Im Dezember 2015 ernannte Ministerin Kristin Alheit (SPD) die Mitglieder des Errichtungsausschusses.
Als Vorsitzende des Errichtungsausschusses wurde am 19. Januar 2016 Patricia Drube gewählt. Vertretung war Frank Vilsmeier. Der Errichtungsausschuss hatte den Auftrag innerhalb von 30 Monaten die Wahl zur ersten Kammerversammlung durchzuführen.
Zuvor mussten sich alle Pflegenden, die von der Pflegekammer Schleswig-Holstein erfasst werden, registrieren.
Der Errichtungsausschuss bestand aus 13 Mitgliedern und 13 Stellvertretungen. Zusammen mit dem Vorstand und drei Ausschüssen (Haupt- und Finanzausschuss, Ausschuss für Öffentlichkeitsarbeit und für Registrierung/EDV) hatte er mehrere Aufgaben. Dazu zählten der Aufbau einer Geschäftsstelle, die umfangreiche Information der beruflich Pflegenden zur Pflegeberufekammer in öffentlichen Veranstaltungen und Medien sowie die Registrierung der Mitglieder für die Kammerwahl. Mit der Gründung der Pflegeberufekammer, deren konstituierende Sitzung am 21. April 2018 im Beisein des zuständigen Ministers Heiner Garg in Neumünster stattfand, wurde der Errichtungsausschuss aufgelöst.
Der Landtag Schleswig-Holsteins beschloss im Jahre 2019 eine nachträgliche Anschubfinanzierung durch das Land in Höhe von 3 Millionen Euro.
Mit Stand August 2019 hatten über 11.285 Teilnehmer eine Onlinepetition gegen die Einrichtung einer Pflegeberufekammer in Schleswig-Holstein unterschrieben (in Relation zu 500 Befürwortern). Außerdem gab es diverse Protestkundgebungen. Kritikpunkte waren vor allem die Pflichtbeiträge, unnötige Bürokratie und Zweifel am Nutzen solch einer Einrichtung für die Pflegenden. Die Proteste wurden von Daniela Grabowski-Schmidt, Betriebsratschefin des Elmshorner Pflegezentrums Haus Flora, koordiniert.
Aufgrund der anhaltend starken Kritik forderte der Landtag zusammen mit der Anschubfinanzierung eine Abstimmung der Mitglieder über die Zukunft der Kammer. Am 25. März 2021 wurde das Ergebnis (Beteiligung knapp 75 %, davon 92 % Gegenstimmen (also für die Auflösung)) veröffentlicht. Elisabeth Scharfenberg (Grüne) kommentierte das Abstimmungsergebnis: Dieses Ergebnis müsse vom Landtag beraten werden, der diese Abstimmung auch in Auftrag gab. „Um die Pflegeberufekammer Schleswig-Holstein aufzulösen, braucht es ein Landesgesetz ... Ich bin gespannt, wie lange diese Galgenfrist dauern wird. Für mich bleibt die Frage offen, wer zukünftig die Aufgaben der Kammer erfüllen will und kann. Hier darf kein Vakuum bleiben, denn das wäre fatal!“
Mit Ablauf des 11. Dezember 2021 wurde die Pflegeberufekammer Schleswig-Holstein aufgelöst.